# Ministerie

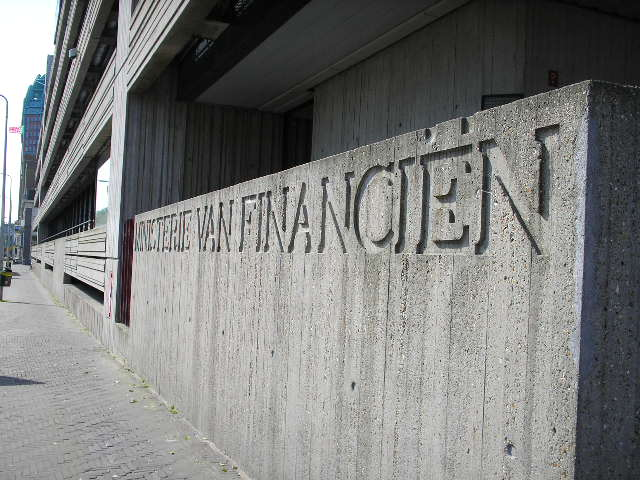
Het Nederlandse ministerie van Financiën in Den Haag.

Een ministerie of departement is een bestuurlijk orgaan binnen een nationale of regionale staatkundige eenheid dat veelal is bekleed met het hoogste bestuursgezag van dit bestuursorgaan, overheid genoemd. Een ministerie staat onder leiding van een minister die doorgaans wordt bijgestaan door een of meer staatssecretarissen en soms ook door een minister zonder portefeuille.

## Nederland
In Nederland maakt een minister deel uit van de regering van het land, samen met andere ministers en de koning. Hij of zij geeft leiding aan een ministerie en wordt bijgestaan door een of meer staatssecretarissen. De functie van minister is geregeld in de Grondwet (hoofdstuk 2, Regering). Hoofdregel uit de Grondwet is sinds 1848, dat bij het regeren de koning onschendbaar is en de ministers functionele verantwoordelijkheid dragen voor het uitgezette beleid en de uitvoering daarvan. Minister is een politieke functie, de persoon die de functie gaat uitvoeren en de hoofdlijnen van het beleid waarvoor hij verantwoordelijk is, worden bepaald door de Tweede Kamer, met de Eerste Kamer het hoogste staatkundige orgaan van de volksvertegenwoordiging. Indirect kunnen de kiesgerechtigde burgers in Nederland dus samen invloed uitoefenen op het bestuursbeleid van een minister.
De hoogste ambtenaar van een ministerie heet de secretaris-generaal, met daaronder verschillende directeuren-generaal.

## België
In België werden de ministeries van de federale overheid herdoopt tot federale overheidsdienst (FOD). Voor de regionale regeringen werd de naam ministerie behouden. In beide gevallen is de (grondwettelijke) benaming van de politiek verantwoordelijke van een ministerie nog steeds een minister. Een kabinetschef neemt de dagelijkse leiding van het kabinet op zich, het geheel van de naaste ambtelijke medewerkers van de minister. Het is een ambtelijke functie die officieel niet samenhangt met de 'politieke kleur' van een minister en onafhankelijk is van de administratie die het ministerie uitmaakt. Vaak vindt wel binnen korte tijd nadat een nieuwe minister is aangetreden die tot een andere politieke partij behoort dan de voorganger, een functiewisseling plaats.

## Andere betekenis
Tot het einde van de twintigste eeuw werd het woord ministerie in Nederland ook veel gebruikt als synoniem voor het begrip kabinet, vaak in combinatie met de naam van de formateur of minister-president: “Het eerste ministerie-Thorbecke trad aan in 1853”.